# Das Mädchen am Strand
Das Mädchen am Strand sind die fünfte und sechste Episode der Fernsehfilmreihe Nordholm aus dem Jahr 2020. In den Hauptrollen sind erneut Heino Ferch und Barbara Auer zu sehen. Die Erstausstrahlung erfolgte am 6. und 8. Januar 2020 im ZDF.

## Handlung
Am Nordholmer Strand feiert eine Abschlussklasse ausgelassen ihr Abitur. Unter ihnen ist auch die Schülerin Jule Reinhardt, die während der Feier spurlos verschwindet. Ihre Leiche findet sich am nächsten Morgen in einem Wald auf den Klippen. Die Hamburger Mordkommission übernimmt unter Leitung von Kriminalhauptkommissar Simon Kessler die Ermittlungen, da ein Zusammenhang mit dem Tod eines Mädchens in Hamburg vermutet wird, das dort gemeinsam mit Jule eine Wohnung gemietet hatte. Neben Jules Mitschülern rückt insbesondere auch ihr Lehrer Dirk Eilers ins Fadenkreuz der Ermittler, dem eine Affäre mit Jule nachgesagt wird. Auch der Immobilienmakler Klaus Steinkamp, bei dem Jules Mutter früher einmal gearbeitet hat, kommt als Täter in Betracht. In den Mord an Jule scheint aber auch Sven Christensen verwickelt zu sein. Er ist der Sohn von Kesslers ehemaliger Kollegin Hella Christensen, die inzwischen ihren Dienst bei der Polizei quittiert hat. Wegen der Verstrickung ihres Sohnes ermittelt sie nun parallel zu Kessler auf eigene Faust. Das führt zwangsläufig zur Konfrontation zwischen den beiden.
Am Ende wird aufgelöst, dass Lisa Steinkamp Jule Reinhardt getötet hat, als sich herausstellte, dass Klaus Steinkamp beider Vater ist und sie ihre Familie bedroht fühlte.

## Produktion
Die Dreharbeiten zu Das Mädchen am Strand fanden im Zeitraum vom 13. Mai bis zum 18. Juli 2019 unter dem gleichnamigen Arbeitstitel an unterschiedlichen Drehorten, u. a. in Dänisch-Nienhof bei Kiel, an der schleswig-holsteinischen Ostseeküste und in Hamburg statt.
Der Film entstand im Auftrag des ZDF durch die Network Movie Hamburg. Für den Ton zeichnete Thorsten Schröder verantwortlich, für das Szenenbild Thorsten Lau, für das Kostümbild Natascha Curtius-Noss und für die Maske Conny Düker sowie Margrit Baxmann – die Kamera führte Frank Küpper. Als verantwortlicher Redakteur zeichnete Daniel Blum für das ZDF.

## Rezeption

### Kritik
Die Kritiker der Fernsehzeitschrift TV Spielfilm waren von der dritten Produktion dieser Krimireihe begeistert und bewerteten beide Teile jeweils mit dem Daumen nach oben. Sie lobten das gut eingespielte „Kreativteam um Thomas Berger“, dem der Versuch geglückt sei, eine „Serienstruktur mit horizontalen Erzählsträngen als Zweiteiler zu erzählen“, was im TV sonst eher die Ausnahme darstelle. Zutaten wie „ein starker, wendungsreicher, eigenständiger Krimiplot, weitererzählte Konflikte […], eine See und Küste klug einbeziehende Inszenierung“ sowie „Heino Ferch als Miesmuschel mit Sonnenbrille im ‚Top Gun‘-Look“ habe man gut zu verwerten gewusst. Das Ergebnis seien „180 Minuten Spannung voll falscher Fährten“ – „Ein Krimi, der nicht nur Tätersuche ist.“

### Einschaltquoten
Die TV-Premiere des ersten Teils von Das Mädchen am Strand wurde am 6. Januar 2020 von 6,24 Millionen Zuschauern verfolgt und erreichte somit einen Marktanteil von 19,2 % für das ZDF (Zielgruppe der 14- bis 49-jährigen Zuschauer: 0,81 Mio.; 8,8 % MA).
Zwei Tage später, also am 8. Januar 2020, wurde die Erstausstrahlung des zweiten Teils von 6,18 Millionen Zuschauern gesehen, was für den Mainzer Sender einen Marktanteil von 19,8 % erbrachte (Zielgruppe der 14- bis 49-jährigen Zuschauer: 0,66 Mio.; 7,4 % MA).